# Pompeu Fabra
 (mai 2019).
Si vous disposez d'ouvrages ou d'articles de référence ou si vous connaissez des sites web de qualité traitant du thème abordé ici, merci de compléter l'article en donnant les références utiles à sa vérifiabilité et en les liant à la section « Notes et références ».
 (mai 2019).
Fabra i Poch est un nom catalan. Le premier nom de famille, paternel, est Fabra ; le second, maternel, souvent omis, est Poch ; les deux sont fréquemment liés par la conjonction « i ».
Pour les articles homonymes, voir Fabra.
Pompeu Fabra i Poch, né le 20 février 1868 à Gràcia (alors commune indépendante de la périphérie de Barcelone) et mort le 25 décembre 1948 à Prades (Pyrénées-Orientales), est un ingénieur industriel et un philologue catalan. Il est reconnu comme « l'esprit organisateur de la langue catalane » et en tant que principal régulateur de la langue catalane moderne.

## Biographie
Dès 1918, avec la publication de la Gramàtica catalana (Grammaire Catalane), adoptée comme officielle, commence une étape qui culmine en 1932 avec la publication du Diccionari general de la llengua catalana (Dictionnaire général de la langue catalane). De la même année date le Curs mitjà de gramàtica catalana (cours moyen de grammaire catalane), visant plus particulièrement les écoles, et réédité, en 1968, sous le titre d'Introducció a la gramàtica catalana (Introduction à la grammaire catalane). Ses Converses filològiques (entretiens philologiques) (1924) naquirent du désir de Fabra de divulguer ses réflexions linguistiques. Il s'agit d'articles brefs qui présentent et résolvent des difficultés très fréquentes du catalan.
En 1932, Fabra accède directement, du fait de son prestige, à la chaire de langue catalane de l'université de Barcelone. C'est ainsi que la langue catalane y fait son entrée officielle pour la première fois. Le dictionnaire de 1932, appelé populairement le « Fabra », fut conçu comme une ébauche du futur dictionnaire officiel de l'Institut d'Estudis Catalans. Les critères qui déterminèrent sa confection peuvent être résumés comme suit :
1. Exclusion des archaïsmes et des dialectalismes de difficile acceptation par les locuteurs.
2. Prévision de mise à l'écart des mots dont l'usage se perdrait au fil du temps.
3. Mise à l'écart des mots étrangers empruntés à d'autres langues et qui remplaceraient des termes propres à la langue catalane ou qui rendraient impossible la création de mots nouveaux.
4. Incorporation de mots techniques, au préalable catalanisés, d'origine gréco-latine et de portée universelle.

Pompeu Fabra franchit la frontière franco-espagnole le 31 janvier 1939. Commence alors une longue pérégrination ponctuée de séjours à Paris, Montpellier, Perpignan et, finalement, Prades, où il meurt le 25 décembre 1948. Les dernières années de sa vie, malgré les conditions adverses, il continue de travailler et termine une nouvelle grammaire catalane, publiée en 1956 par Joan Coromines.
Une université porte son nom à Barcelone.

### Enfance
Pompeu Fabra nait en 1868 au numéro 32 de la rue de la Mare de Déu de la Salut, dans le quartier de la Salut, dans l'ancienne ville de Gracia. Plus tard, il habite la rue Gran de Gràcia. Il est le fils cadet de Fabra i Roca et de Carolina Poch i Martí, et a 12 frères, dont dix meurent très jeunes. En 1873, quand il a 5 ans, nait la première république de l’État espagnol, et son père, républicain, est élu maire de la ville. La famille déménage à Barcelone quand il a 6 ans.

### Seconds essais et polémiques
Fabra commence ses études d’ingénierie industrielle qu’il alterne progressivement avec une forte inclination autodidacte pour la philologie. En 1891, il publie, avec l’éditorial de L’Avenç, la grammaire du catalan moderne, dans laquelle apparaît pour la première fois la méthodologie scientifique (la métalinguistique), la langue orale est décrite avec ses particularités phonétiques. Au côté de Joaquín Casas Carbô, Jaume Massó et Torents, Fabra entreprend la deuxième campagne linguistique du magazine L’Avenç ; ces campagnes furent les premiers essais scientifiques de systématisation de la langue. Ces essais provoquent un grand nombre de polémiques et constituent le premier jet de la normalisation. En 1906, il participe au congrès international de la langue catalane en communiquant sur les questions de l’orthographe catalane. Prat de la Riba l’appelle pour diriger un projet sur la normalisation linguistique du catalan. Il  est nommé fondateur de la section philologique de l'IEC (Institut d’Études Catalanes), et devient également professeur d'université. En 1912 il édite une grammaire de la langue catalane, écrite en castillan. Un an après, il rédige des normes orthographiques, promulguées par l’Institut d’Études Catalanes. Ces normes suscitent des réactions contrastées, l’un des points de base de l’orthographie défendue par Fabra étant le respect de la prononciation des dialectes et l’étymologie des mots. Le Dictionnaire Orthographique complète les normes en 1913.

### Un maître efficace
À partir de 1918, avec la publication de la grammaire catalane, commence une étape qui se clôt en 1931 par la publication du Dictionnaire Général de la Langue Catalane, conçu spécialement pour les établissements scolaires. Il est réédité en 1968 sous le titre "Introduction à la grammaire catalane". Les conversations philologiques de 1924 manifestent le souhait « fabrien » de diffuser ses pensées linguistiques. Ses articles sont relativement courts, ils mettent en évidence et résolvent des doutes idiomatiques très fréquents.
En 1927, il est nommé professeur de prosodie catalane à l’institut de théâtre. Parmi ses élèves figure notamment Carme Montoriol i Puig, écrivaine et dramaturge espagnole.

### La consolidation d’un projet
En 1932, Fabra accède directement, pour la première fois de l’histoire et grâce à son prestige, au statut de professeur de la langue catalane. En 1933, il devient le président du patronat de la nouvelle université autonome de Catalogne, tout juste créée. Les critères qui ont présidé à la confection du dictionnaire peuvent se résumer ainsi :
- Exclusion de termes archaïques et dialectiques d’environnements plutôt restreints.

- Prévision d’exclure les mots qui, avec le temps, ne sont plus valables.

- La non-admission des mots étrangers empruntés à d’autres langues qui ont substitué des mots propres au catalan ou qui ont imposé la création d’autres mots.

- Incorporation de mots techniques, préalablement rendu en version catalane, d’origine gréco-latine et à portée universelle.

Pompeu Fabra traverse la frontière franco-espagnole, le 31 janvier 1939, cinq jours après que les troupes du général Franco furent entrées dans la ville de Barcelone. Il vit ensuite un long pèlerinage avec des séjours à Paris, Montpellier, Perpignan et, pour finir, à Prades, où il meurt le 25 décembre 1948, au numéro 15 de la rue des marchands. Entre le 14 septembre 1945 et le 22 janvier 1948, il est conseiller de la Generalitat en exil.
Pendant les dernières années de sa vie, en dépit des conditions difficiles, il continue à travailler et termine une nouvelle grammaire catalane, publiée à titre posthume en 1956 par Joan Coromines.

## Dirigeant sportif

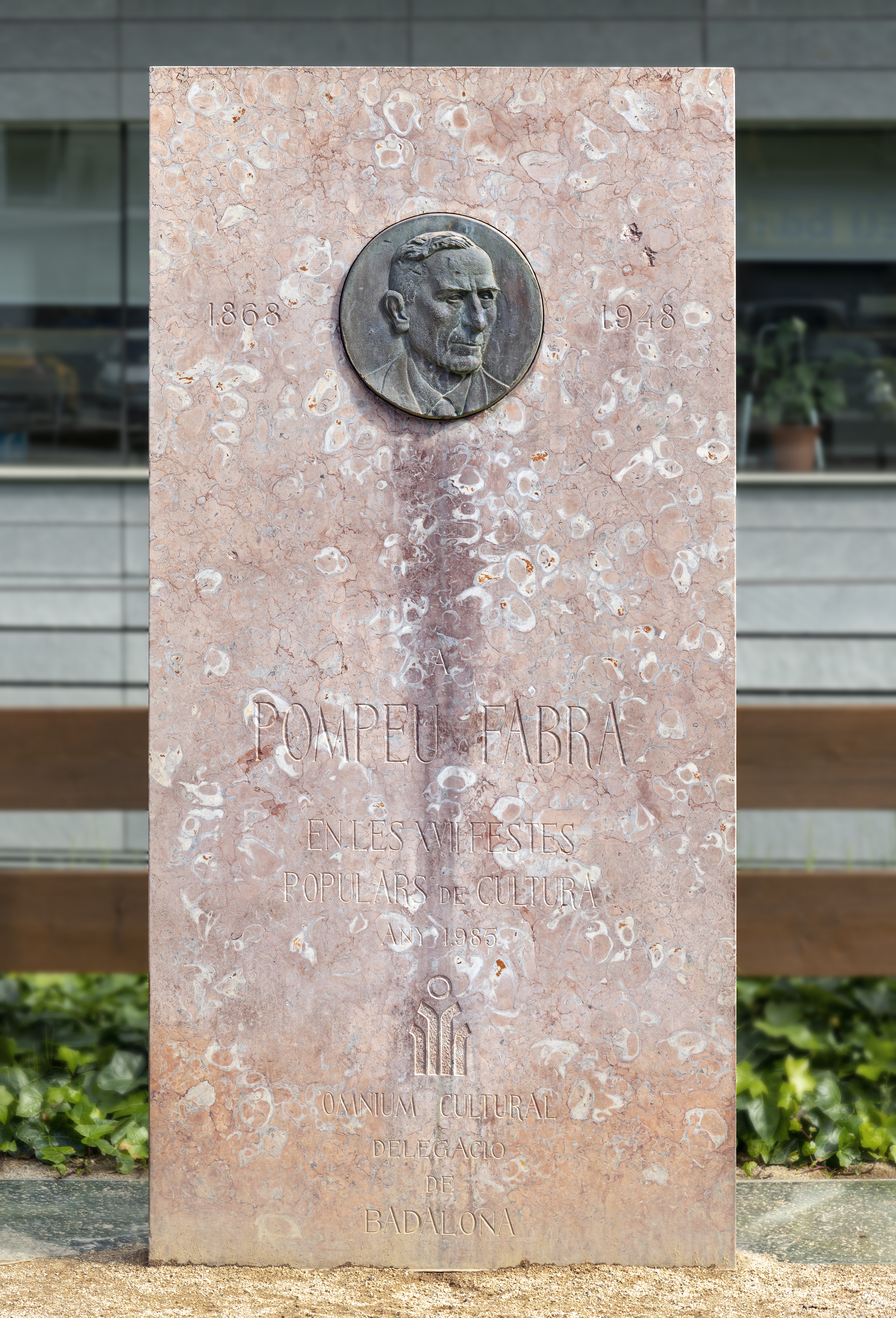
Monument à Pompeu Fabra à Badalone.

Tout au long de sa vie, Fabra fut lié  à ce qu’on appelait randonnée scientifique, et il fut un associé du Centre de randonnée de Catalogne à partir de 1891. Il fit des randonnées dans toute la région catalane et aussi des séjours dans des campements estivaux dans les Pyrénées, avec des ascensions aux pics montagneux les plus remarquables. Il fut élu président de l’Association de Lawn Tenis (aujourd’hui Fédération catalane de tennis) et plus tard, il fut le premier président de l’Union catalane des fédérations sportives à sa création en 1933. Il fit également partie de la section de tennis du FC Barcelone. Fabra considérait le sport comme indispensable pour la formation de la personne et l’articulation de la nation. Il avait l’habitude de jouer au tennis sur les terrains de l’entreprise Cros, à Badalone, avec sa fille Carola.
Dans un reportage, il dit que « le tennis a, aujourd’hui, beaucoup d’importance en Catalogne. Notre terre en est l’un des principaux foyers dans la Péninsule. Les autres sont à Madrid, à Vascania, à Huelva et de nos jours, le tennis commence à se développer au sein d’autres villes. Le tennis en Catalogne a atteint une place importante et prestigieuse, non seulement pour la croissance du nombre de personnes qui jouent, mais aussi pour la qualité excellente de beaucoup de joueurs, des qualités qui surpassent celle des meilleurs des autres endroits déjà mentionnés ».
Par conséquent, avec la présidence de l’Union catalane des fédérations sportives, Fabra devint le plus haut dirigeant du sport catalan pendant la République, jusqu’au moment où il dut arrêter son activité à cause de la guerre civile.

## Œuvres complètes
Les œuvres complètes de Pompeu Fabra sont le résultat d’un projet d’investigation de la généralité de la Catalogne, l’institut des études catalans et le gouvernement des Îles Baléares, fruit d’un accord de partenariat signée pendant l’année de 2002. Les neuf volumes, dont les formes sont recueillies dans la bibliographie essentielle Fabra jusqu’à des écrits ignorés et notamment inédits. Un exemple de notes prise par l’un de ses élèves en conférence et en cours, qui révèlent des contenus qui n’apparaissent pas dans les œuvres du linguiste, ou bien des idées grammaticales à l’état embryonnaire qui postérieurement ont été exposées comme ses œuvres.
Le premier tome comprend les trois premières grammaires, de 1891 et 1912, le second, les cinq grammaires publiées entre 1918 et 1946 et diverses leçons orales; le troisième la grammaire française de 1919 et la grammaire anglaise de 1942, en plus d’une série d’articles techniques publiés entre 1887 et 1926; le quatrième tome contient l’œuvre orthographique de Pompeu Fabra (traité d’orthographie de 1904, les normes orthographiques de 1913 et le dictionnaire orthographique de 1917 à 1937) et les manuels linguistiques publiés par l’Editorial Barcino ; le cinquième, le Dictionnaire général de la langue catalane de 1946 et la Grammaire catalane de 1946 et la Grammaire posthume de 1956, en plus des traductions théâtrales; le septième contient les conversations philologiques; le huitième, l’Épistolière de Fabra et la leçon de langue catalane par correspondance et le nouveau et dernier tome comprend des textes et du matériel du linguiste trouvés dans différentes publications, une chronologie générale de sa vie et de son œuvre, et une bibliographie sur l’œuvre et la figure de Fabra. À partir de mars 2018, toute son œuvre est numérisée et il est possible de la consulter en ligne sur le site de Pompeu de Fabra.

## Hommages
L'écrivain Josep Pla écrit :
« Fabra ha estat el català més important del nostre temps perquè és l'únic ciutadà d'aquest país, en aquesta època, que, havent-se proposat d'obtenir una determinada finalitat pública i general, ho aconseguí d'una manera explícita i indiscutible. En aquest sentit, no hi ha ningú més que s'hi pugui comparar. El destí de Fabra ha estat únic, gloriós, exclusiu. Feia molts anys, feia moltes dotzenes d'anys, que no s'havia produït en el nostre país un cas semblant. »
— Écrit sur « Pompeu Fabra ».
        
« Fabra a été le Catalan le plus important de notre époque car il est le seul citoyen de ce pays, à cette époque, qui, s'étant proposé d'atteindre un objectif public et général déterminé, l'a réalisé de manière explicite et indiscutable. À cet égard, personne d’autre ne peut se comparer à lui. Le destin de Fabra a été unique, glorieux, exclusif. Cela faisait de nombreuses années, des dizaines d’années, qu’un cas similaire ne s’était pas produit dans notre pays. »
Un monument à Pompeu Fabra est situé sur la place de l’assemblée de Catalogne de Badalone.
La directrice générale de la politique linguistique, Ester Franquesa ; le président de l’Institut des études catalans, Joandomènec Ros, et le commissaire de l’année Fabra. Depuis 1980, une avenue du quartier de Sants, où il naquit et passa son enfance, porte son nom.
Le 18 juin 1990, la généralité de Catalogne créa l’Université Pompeu-Fabra, qui a mis en avant ses qualités. Cette université́ a organisé plusieurs journées pour faire connaître Fabra aux étudiants. Une place et une station de métro à Badalone (ville dans laquelle il a vécu pratiquement trente ans) portent son nom.
L’avenue Pompeu-Fabra et la place Pompeu-Fabra dans la nomenclature de Sabadell. En ce qui concerne les différents organismes badalonins, le gouvernement a organisé, en 1935, le prix Pompeu-Fabra.
En juillet 2010 la ligne 2 du métro de Barcelone arrive à la nouvelle station Badalona - Pompeu Fabra, dans la ville de Badalone. 
2018: année Fabra : la Généralité de Catalogne dédie l’année 2018 à Pompeu Fabra, pour son 150ème anniversaire et pour le 100ème anniversaire de la publication de la grammaire catalane normative.

## Patrimoine littéraire
Pendant son séjour à Bilbao, où il avait déménagé en 1912, il rédigea sa grammaire de la langue catalane. Dans la ville de Badalone, l’institut des études catalans adopta les Normes orthographiques 1913, et surtout ses œuvres, qui présentent la partie importante des règles orthographiques défendues par le groupe L’Avenç et qui ont été la base pour la formation du Dictionnaire orthographique, compilé sous sa direction 1917. En 1918, pendant qu’il était à Badalone, Fabra publia, sur commission de l’Institut des Études Catalans, la grammaire catalane qui a été adoptée officiellement. Il a rédigé, durant sa période badalonaise, la leçon moyenne de la grammaire catalane, publiée par l’association protectrice de l’enseignement catalan 1918.
Pendant la période badalonaise, Pompeu Fabra travailla sur la plus importante et la plus connue de ses œuvres : le dictionnaire général de la langue catalane. Dans ce dictionnaire, on reconnaît certaines particularités de référence badalonaise indéniable (« badju », « micaco »). C’est pour cela que Fabra est surnommé le fils adoptif de Badalone et qu'il reçoit en hommage la médaille de la ville, instituée par le gouvernement comme la plus grande récompense accordée aux habitants, fils ou voisins de la ville qui, par leurs actes, leurs talents et leurs qualités civiques, ont contribué à l’honorer et à la louer ; et ceux qui, par leur valeur morale et intellectuelle et les mérites littéraires, scientifiques et héroïques sont devenus créanciers.
En 1939, il partit de Badalone et passa l’été́ dans la maison de Sant Feliu de Codines, maison d’où il part pour l’exil vers l’état français. Il vécut à Paris, Montpellier, Perpignan et finalement il s’installa à Prades, où il mourut et fut enterré en 1948. Au cours des dernières années de sa vie, il continua son travail philologique : sa Grammaire catalane est publiée de manière posthume en 1956.

## Héritage à Badalone
En vertu du fort lien avec Fabra, la ville de Badalone (Barcelonès) a consacré plusieurs espaces publics à sa mémoire. Une exposition est dédiée à l'ingénieur  philologue, du 20 octobre au 20 novembre 2010 au centre Espai Betúlia. Pompeu Fabra, une langue pour tous et pour tout relie les trois concepts ''Langue, Fabra et Badalone'' avec le souhait que le poids de chacun d'entre eux reste équilibré.
D'autres espaces sont le monument d'Òmnium Cultural à Pompeu Fabra en raison des XVII Fêtes Populaires de la Culture Pompeu Fabra. Ces fêtes représentent des revendications continues faites par la ville de Badalone en reconnaissance de la figure du maître, du respect envers son travail et le record que Pompeu Fabra laissa à la ville.
En raison de l'arrivée de la ligne 2 (L2) du métro à Badalone et de la rénovation de la place centrale où se trouvent les sorties du métro, un secteur important de la société civile badalonaise réactive la revendication de l'hommage du maître, en baptisant avec son nom la station de métro ainsi que la nouvelle place centrale de la commune. À la suite de la complicité des institutions, mais surtout grâce à la pression sociale civile, à présent la station du métro et la place portent le nom de Pompeu Fabra . D'autres villes dédient aussi des espaces publics à la mémoire du linguiste, comme c'est le cas pour Sabadell, avec une place, ou Palafrugell, avec une avenue.
Une plaque commémorative mise par la Mairie de Badalone en 2010 fait référence au dernier domicile de Fabre dans la ville.
L'IEC a dédié des espaces à celui qui a été l'un des sept fondateurs de la Section Philologique de 1911. Par exemple, l'espace Pompeu-Fabra, qui réunit des échantillons de matériaux en lien avec le maître, qui procèdent de l'Archive de l'Institut d'études catalanes qui prétend de refléter le lien de Fabra avec l'institution et sa contribution précieuse de la langue catalane. De plus, nous retrouvons le Fons Pompeu Fabra de Jordi Mir, qui est constitué de 1535 registres d’œuvre imprimée. L'ensemble de ce matériel est catalogué et ordonné aux dépendances de l'IEC.

## Publications
- (es) Pompeyo Fabra, Ensayo de gramatica de catalán moderno, Barcelone, Masso y Casas, 1891, 124 p., in-16 (BNF 30413187)
- Pompeu Fabra, Contribució a la gramàtica de la llengua catalana, Barcelone, tip. l'Avenç, 1898, 111 p., in-16 (BNF b30413186t)
- Pompeu Fabra (dir.), Diccionari ortogràfic : precedit d'una exposició de l'ortografia catalana segons el sistema de l'I. d'E. C., Barcelone, Institut d'estudis catalans, coll. « Biblioteca filològica de l'Institut de la llengua catalana », 1917, 448 p. (BNF 32088035)